# Gądki
Gądki (niem. Gondeck) – wieś w Polsce położona w województwie wielkopolskim, w powiecie poznańskim, w gminie Kórnik.
Wieś szlachecka położona była w 1580 roku w powiecie poznańskim województwa poznańskiego. W latach 1975–1998 miejscowość administracyjnie należała do województwa poznańskiego.
Gądki położone są przy drodze krajowej nr 11 (na tym fragmencie jako droga szybkiego ruchu S11), ok. 6 km od wjazdu na A2). Znajduje się tutaj magazyn sieci odzieżowej H&M, z którego towary rozwożone są do Europy Środkowej i Wschodniej. Ulokowane jest tu także centrum dystrybucyjne Fresh Logistics.
We wsi funkcjonuje prywatne lądowisko Żerniki oraz stacja kolejowa.
W latach 1945–1952 w lasach pomiędzy Gądkami a Kórnikiem zamordowano strzałem w tył głowy i w tajemnicy pochowano kilkudziesięciu członków polskiego podziemia niepodległościowego. Większość egzekucji wykonał osobiście szef aresztu UB w Poznaniu – Jan Młynarek. Planowane jest uczczenie ofiar głazem pamiątkowym.